# Челомхотской Базы
Челомхотской Базы — опустевший поселок в Холмогорском районе Архангельской области.

## География
Находится в центральной части Архангельской области на расстоянии приблизительно 62 км на юг по прямой от районного центра села Холмогоры на правобережье реки Северная Двина.

## История
Основан еще в довоенный период для поселения ссыльнопоселенцев, которые должны были работать на лесозаготовках. В 1939 году отмечался как лесобиржа Глубокое в составе Горигоровского сельсовета Емецкого района. До 2022 года входила в Хаврогорское сельское поселение  до его упразднения.

## Население
Численность населения не была учтена как в 2002 году, так и в 2010.